# Łazy (powiat piaseczyński)
Łazy – wieś  w Polsce położona w województwie mazowieckim, w powiecie piaseczyńskim, w gminie Lesznowola. Leży przy drodze krajowej nr 7.
Administracyjnie na terenie wsi utworzono dwa sołectwa Łazy i Łazy II.

## Opis
Wieś królewska założona w drugiej połowie XVI wieku w powiecie błońskim ziemi warszawskiej województwa mazowieckiego. 
W okresie międzywojennym wieś należała do gminy Falenty wchodzącej w skład powiatu warszawskiego. W latach 1975–1998 miejscowość należała administracyjnie do województwa warszawskiego.
W obrębie sołectwa znajduje się PGR Łazy. Znajdowała się tu jedna z największych w kraju ferm kur niosek, której budowę rozpoczęto w 1978. Docelowo miały znaleźć się tu 32 kurniki na 500 000 kur, a ferma miała dostarczać w 1982 roku 300 000 jaj dziennie. Oprócz drobiu PGR specjalizował się także w hodowli trzody chlewnej.
W miejscowości znajdują się m.in. maszt radiostacji Raszyn, pagoda Nhan Hoa oraz Warsaw Data Hub czyli data center firmy Orange Polska.
| SIMC    | Nazwa | Rodzaj    |
| ------- | ----- | --------- |
| 0004854 | Derdy | część wsi |